# Будко-Собичинська сільська рада
Будко-Собичинська сільська рада — колишня адміністративно-територіальна одиниця та орган місцевого самоврядування в Олевському районі Коростенської і Волинської округ, Київської та Житомирської областей УРСР з адміністративним центром у селі Будки-Собичинські.

## Населені пункти
Сільській раді на момент ліквідації були підпорядковані населені пункти:
- с. Будки-Собичинські

## Населення
У 1926 році чисельність населення сільської ради становила 763 особи.
Кількість населення ради, станом на 1931 рік, складала 838 осіб.

## Історія та адміністративний устрій
Утворена 8 вересня 1925 року, як польська національна, в складі с. Будки-Собичинські та колонії Олександрівка (Нова Олександрівка) Собичинської та Андріївської сільських рад Олевського району Коростенської округи.
Станом на 17 грудня 1926 року на обліку в раді числились хутори Боліво, Будки-Собичинські, Морш та Скали, станом на 1 жовтня 1941 року — х. Лихачів.
Зняті з обліку населених пунктів: станом на 1 жовтня 1941 року — кол. Олександрівка, хутори Боліво, Будки Собичинські та Морш, станом на 1 вересня 1946 року — хутори Скали та Лихачів.
Відповідно до інформації довідника «Українська РСР. Адміністративно-територіальний поділ», станом на 1 вересня 1946 року сільрада входила до складу Олевського району Житомирської області, на обліку в раді перебувало с. Будки-Собичинські.
11 серпня 1954 року, відповідно до указу Президії Верховної ради УРСР «Про укрупнення сільських рад по Житомирській області», сільську раду було ліквідовано, територію та с. Будки-Собичинські включено до складу Собичинської сільської ради Олевського району Житомирської області.